# تاتارسک
شهر تاتارسک (به روسی: Татарск) در کشور روسیه و در استان نووسیبیرسک واقع شده‌است.